# Maximilian Wills

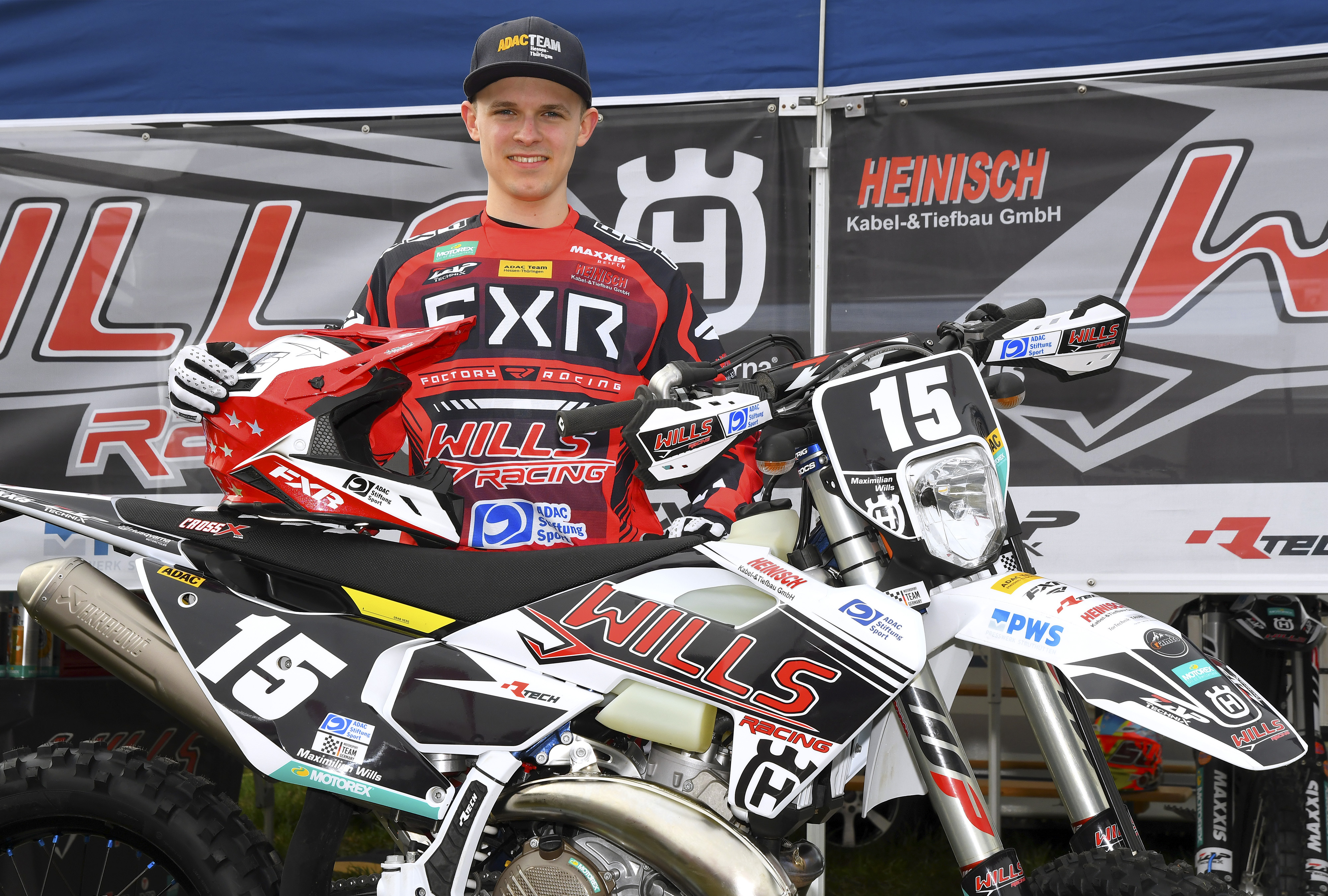
Maximilian Wills, beim einem Fototermin (2024)

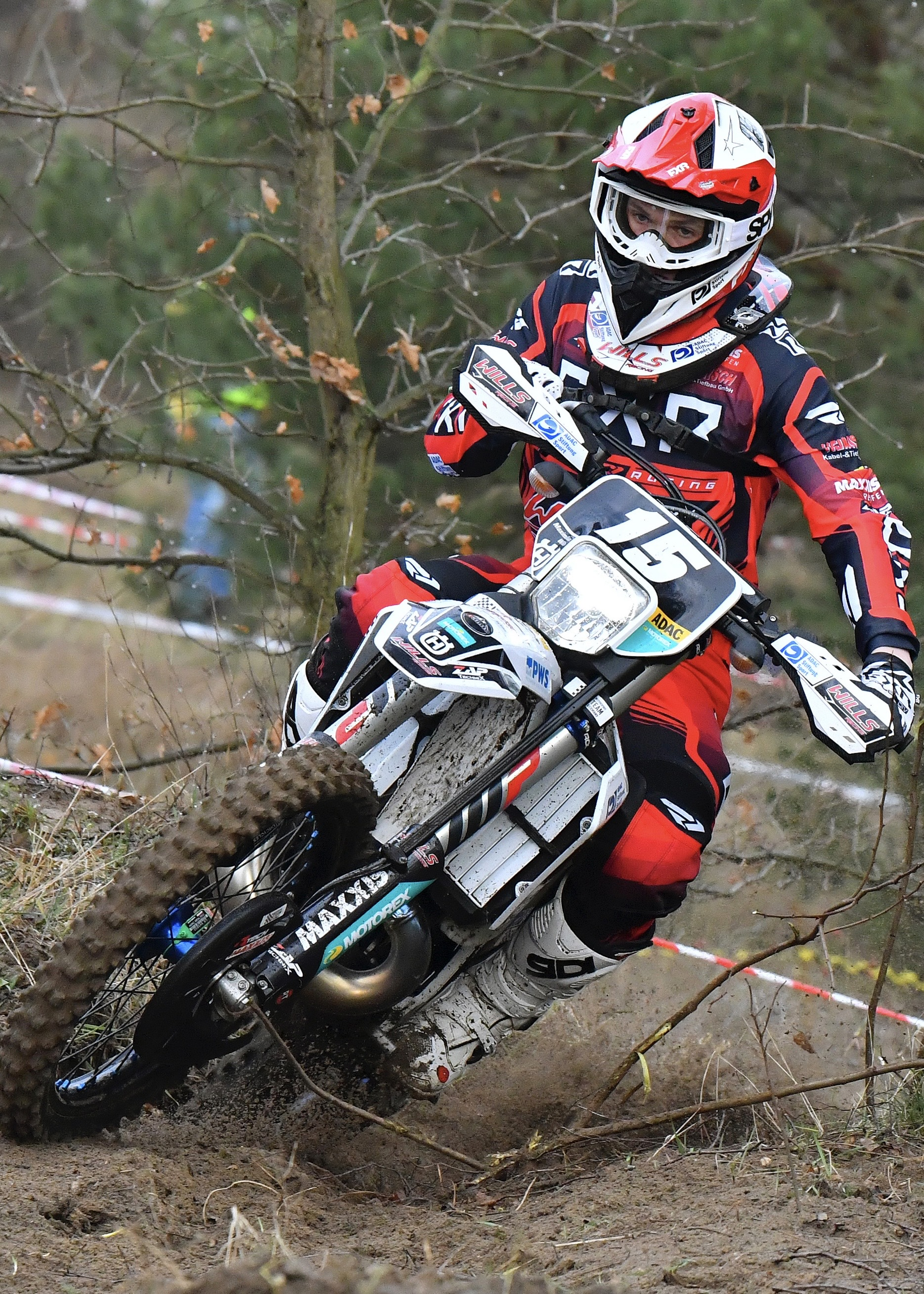
… sowie in Aktion beim Lauf in Tuchheim zur Deutsche-Enduro-Meisterschaft 2024

Maximilian Wills (* 15. Juli 2002 in Eschwege) ist ein deutscher Enduro- und Motocrosssportler.

## Sportlicher Werdegang
2020 hatte Maximilian Wills seinen ersten großen Erfolg, als er Deutscher Enduro-Pokalsieger in der Klasse E1B wurde. In derselben Saison sicherte er sich auch den Sieg im B-Championat.
Im darauffolgenden Jahr – 2021 – wurde Wills Klassenmeister beim Motor Sport Ring (MSR) in der Klasse MX2. Außerdem wurde er Juniorenmeister bei der Deutschen Enduro-Meisterschaft.
Im Jahr 2022 war er Teil des Siegerteams bei den Crossfinals, einem bedeutenden Wettbewerb im deutschen Motocrosssport.
Als Teil der deutschen Nationalmannschaft der Junioren nahm er 2023 an der 97. Internationalen Sechstagefahrt in Argentinien teil. Die Mannschaft erreichte in der Konkurrenz von elf Mannschaften in der Gesamtwertung den 6. Platz. Im selben Jahr erreichte er Podiumsplatzierungen in der Einzel-Enduro-Europameisterschaft, darunter einen dritten Platz beim Lauf in Polen und einen zweiten Platz beim Lauf in Italien.